# All-Ireland Senior Football Championship 1956
L'All-Ireland Senior Football Championship del 1956 fu l'edizione numero 70 del principale torneo irlandese di calcio gaelico. Galway si impose per la quarta volta nella sua storia, grazie soprattutto ai "gemelli terribili" Frank Stockwell e Seán Purcell.

## All-Ireland Senior Football Championship

### Semifinale
| Dublino 5 agosto 1956 Semifinale | Cork | 0-09 – 0-05 | Kildare | Croke Park |

| Dublino 12 agosto 1956 Semi-Final | Galway | 0-08 – 0-06 | Tyrone | Croke Park |

### Finale All-Ireland
| Dublino 22 settembre 1956 Finale | Galway | 2-13 – 3-07 | Cork | Croke Park |